# Jacques Pessis
Jacques Pessis est un journaliste, écrivain, scénariste, comédien et réalisateur français né le 4 juin 1950.
Il est le légataire universel de l'humoriste Pierre Dac.

## Biographie
Fils de Pierre Pessis, ingénieur, et de Victoria Franco, Jacques Pessis, après ses études au lycée Claude-Bernard, devient le collaborateur de Philippe Bouvard à la radio (RTL), puis sur RMC et travaille pour de nombreux journaux de la presse écrite (Le Figaro, où il est l'échotier vedette de la « vie parisienne », Le Point, VSD, , etc.), Il est le créateur de nombreux spectacles au théâtre et au music-hall.
Avec sa maison de production (P6 Production), il produit et réalise pour La Cinquième, puis pour France 5, des séries de documentaires sur les chanteurs et artistes du music-hall. Les Lumières du music-hall, Les Refrains de la mémoire sont diffusés sur La Cinquième et Paris Première. Il participe en tant que spécialiste de la variété française à l'émission Chabada, produite par Degel Prod, diffusée sur France 3 et présentée par Daniela Lumbroso.
Il est l'auteur de plusieurs biographies et spectacles, en particulier dans l'univers de la chanson française (Édith Piaf, Charles Trenet, Joséphine Baker, Sheila et évidemment Pierre Dac, etc.). 
En 2007, il est le commissaire de l'exposition Dalida, à l'hôtel de ville de Paris.
En 2013, il publie Piaf-Trenet : le dîner extraordinaire (éd. Don Quichotte).
En 2017, il fait une apparition caméo dans le film Dalida de Lisa Azuelos. Il publie également Dalida, une vie pour l'amour, un livre-objet aux éditions TohuBohu.
Jacques Pessis est également le président du Club des croqueurs de chocolat et il travaille désormais sur les antennes de Sud Radio.

## Œuvre

### Spectacles
- Brassens biographie musicale de Jacques Pessis, mise en scène par Rubia Matignon,  avec l’auteur, Aurélien Noël et Nathalie Lermitte. Spectacle créé à l'Opéra de Massy[3].
- Jo et Joséphine de Jacques Pessis. Avec Grégori Baquet et Aurélie Konaté, Kenny Cesar et Steeve Lope Da Vega, Aurélien Noël, Félix Sabbal-Lecco, Jacques Genevard et Olivier Lete. Mise en scène de Rubia Matignon. Au Théâtre du Concept Créatif Pierre Cardin à Saint-Ouen

- Piaf, une vie en rose et noir, d’après la vie d’Édith Piaf, Interprété par Nathalie Lermitte accompagné d’Aurélien Noel. Mise en scène par Rubia Matignon, puis dans une seconde version par Nathalie Lermitte.
- Brel de Bruxelles aux Marquises, biographie musicale illustrant la vie de Jacques Brel, interprété par Nathalie Lermitte accompagnée d’Aurélien Noel et de lui-même. Mise en scène de Ned Grujic.
- Le Parti d'en rire, Hommage à Pierre Dac, interprété par Virginie Visconti, Jacques Pessis et Aurélien Noel. Mise en scène : Jacques Mailhot, Jean Roucas. Écrit par Jacques Pessis, 2012.
- Trenet, La Vie qui Va, spectacle consacré au « Fou chantant », Charles Trenet, mis en scène et interprété par Nathalie Lermitte, à l’Olympia le 24 mai 2013 pour sa première, accompagné par le Coll Orchestra Symphonic Big Band [4]. Spectacle créé initialement à l'Opéra de Massy en 2005 avec une mise en scène de Rubia Matignon.
- Mistinguett, Reine des années folles : livret de François Chouquet, Ludovic-Alexandre Vidal et Jacques Pessis, produit par Albert Cohen, 2014
- Radio Trenet avec Jacques Haurogné, Léa Gabriele, Philippe Ogouz, Roger Pouly, metteur en scène Philippe Ogouz au Vingtième théâtre en 2013-2014 puis au Théâtre du Petit Montparnasse en 2014.

### Télévision

#### Les Lumières du Music Hall
1996-2001 160 Émissions de 26 minutes (La Cinquième / Paris-Première)

#### Les Refrains de la Mémoire
2001-2003 76 Émissions de 26 minutes (France 5 / Paris-Première)

#### Chansons d'une vie
2003-2004 22 Émissions en plateau de 26 minutes (France 5)

#### Paroles et musique
2003-2004 50 Émissions de 26 minutes (Paris-Première)

#### 2005
- « L’interview impossible : Georges Brassens/Lorànt Deutsch » 85 minutes (France 5)
- « L'Air du temps : Michel Sardou » 52 minutes (France 5)
- « L'Air du temps : Line Renaud » 52 minutes (France 5)
- « L'Air du temps : Renaud » 52 minutes (diffusion France 5)
- « L'Air du temps : Françoise Hardy » 52 minutes (diffusion France 5)
- « C’est de l'humour : L’humour Anglais » 52 minutes (diffusions France 5)

#### 2006
- « C'est de l'humour : L'humour des troupes » 52 minutes (diffusion France 5)
- « C'est de l'humour : L'humour Télé » 52 minutes (diffusion France 5)
- « Samedi soir avec Charles Trenet » 18 minutes (diffusion France 2)
- « DVD Charles Trenet » 180 minutes (distribution EMI)
- « Gaston Lenôtre, Gentleman pâtissier » 52 minutes (diffusion Odyssée)
- « L'Air du temps : de 1936 » 52 minutes (diffusion France 5)
- « Marcel Gotlib, trait pour trait » 52 minutes (diffusion France 5)
- « DVD Les Branquignols » 26 minutes (distribution LMLR)
- « Répondez lui ! » 5*1 minutes (diffusion M6)
- « L'Air du temps : Sheila » 52 minutes (diffusion France 5)

#### 2007
- « Les lieux de mémoire » 30*3 minutes (diffusion Cap 24)
- « Les lieux de mémoire » 52 minutes (diffusion diffusion Cap 24)
- « L'Air du temps Régine » 52 minutes (diffusion France 5)
- « L'Air du temps Thierry le Luron » 52 minutes (diffusion France 5)
- « L'Air du temps Bourvil » 52 minutes (diffusion France 5)
- « L'Air du temps Sacha Distel » 52 minutes (diffusion France 5)
- « Les Années 7 » 85 minutes (diffusion France 5)

#### 2008
- « L'Air du temps Carlos » 52 minutes (diffusion France 5, décembre 2008)
- « L'Air du temps Serge Gainsbourg » 52 minutes (diffusion France 5, décembre 2008)
- « L'Air du temps Patrick Bruel » 52 minutes (diffusion France 5)
- « Les Années 8 » 85 minutes (diffusion France 5, décembre 2008)
- « Empreintes Claire Brétecher » 52 minutes (diffusion France 5, janvier 2009)
- « DVD Gaston Lenôtre » MK2 sortie novembre 2008
- « Lieux de mémoire » 52 minutes (Cap 24 diffusion octobre 2008)
- « Lieux de mémoire » 30 modules de 3 minutes (Cap 24 diffusion avril 2008)
- « Revoir Paris » 13 minutes (diffusion NRJ Paris décembre 2008)

#### 2009
- « L'Air du temps Johnny Hallyday » 52 minutes (diffusion France 5, décembre 2009)
- « L'Air du temps Patrick Bruel» 52 minutes (diffusion France 5, décembre 2009)
- « L'Air du temps Alain Bashung » 52 minutes (diffusion France 5, décembre 2009)
- « Les Années 9 » 85 minutes (diffusion France 5, décembre 2009)
- « Chabada – magnétos archives » (diffusion France 3 septembre à décembre 2009)

#### 2010
- « L'Air du temps Dalida » 52 minutes (diffusion France 5, décembre 2010)
- « L'Air du temps Michel Berger » 52 minutes (diffusion France 5, décembre 2010)
- « Les Années 10 » 85 minutes (diffusion France 5, coproduction INA, décembre 2010)
- « Douce France Sacha Distel » 52 minutes (diffusion France 3 national et régional)
- « Douce France Nino Ferrer » 52 minutes (diffusion France 3 national et régional)
- « Douce France Pierre Perret » 52 minutes (diffusion France 3 national et régional)
- « Douce France Michelle Torr » 52 minutes (diffusion France 3 national et régional)
- « Douce France Alain Bashung » 52 minutes (diffusion France 3 national et régional)
- « Douce France Michel Fugain » 52 minutes (diffusion France 3 national et régional)
- « Revoir Paris » 52 minutes (diffusion NRJ Paris)

#### 2011
- Les années 1 - Diffusé le 30 décembre 2011 sur France 5

#### 2014
- Les Années ORTF, 84 minutes, une production P6 Productions, diffusion France 5

#### 2015
- « L'Air du temps Gilbert Bécaud » 52 minutes (diffusion France 5)

#### Autres productions réalisées
- « Nadine Baronne Edmond de Rothschild » 52 minutes (diffusion France 5) 2004
- « Les Lumières du Music Hall spécial Claude Nougaro » 52 minutes (diffusion France 5) 1997
- « Comment tournent les violons » Jean-Jacques Goldman 52 minutes diffusion France 5 2003
- « Porto Vecchio Story » 72 minutes (diffusion Comédie ! et France 3 Corse) 2002
- « Rires à Porto Vecchio » 60 minutes (diffusion Comédie ! et France 3 Corse) 2003
- « DVD Il était une fois » 60 minutes (distribution EMI) 2002
- « Paradis perdus » 52 minutes (diffusion Paris Première) 2002
- « Les copains d'abord » 64 minutes (diffusion France 2) 2002
- « Claudie-André Deshays, place des grands hommes » 26 minutes (diffusion France 5) 1996
- « J'ai besoin de l'Espace » 52 minutes (diffusion France 3) 2003
- « Anna et l'éléphant » 26 minutes (diffusion Canal Plus) 2000
- « L'Air du temps » Maurice Chevalier 52 minutes (diffusion Odyssée) 2000
- « L'Air du temps » Juliette Greco 52 minutes (diffusion Odyssée) 2000
- « L'Air du temps » Georges Brassens 52 minutes (diffusion Odyssée) 2000
- « L'Air du temps » Charles Trénet 52 minutes (diffusion Odyssée) 2000
- «  Bon anniversaire Charles Trénet » 102 minutes (diffusion France 3 et RTBF), en coproduction avec Telescope audiovisuel 1998
- « Crazy Horse - Les 50 ans » 1 heure 16 minutes (diffusion France 3) 2001
- « Drôles d'histoires » Fernand Raynaud 52 minutes (diffusion France 3) 1998
- « Docteur Francis et Mister Blanche » 59 minutes (diffusion Paris-Première) 1997
- «Les Cent Vies de Francis Blanche", Ciné+, 2022.
- « Pierre Dac : Du Shmilblick au fakir" 64 minutes (en vidéo et diffusion Paris-Première) 1997
- "Je m'appelle Jacques Brel" Jacques BREL 55 minutes (en vidéo en France et en Belgique, diffusions Paris-Première et RTBF) 1996
- « Jacques Brel pour toujours » 106 minutes (diffusion France 3) 1997
- «  Devos dans tous ses sens » 62 minutes (Diffusion Paris-Première) 1996
- «  Les Branquignols » 70 minutes (en vidéo) 1997
- «  Un enfant pour l'éternité » Jacques PRÉVERT 53 minutes (diffusion la Cinquième) 1997
- « Mireille : Souvenir » 60 minutes (en vidéo) 1996
- « Mireille : Le concert » 60 minutes (en vidéo) 1996
- « Gérard Calvi : Ma symphonie du siècle » 60 minutes (diffusion MUZZIK) 1996
- « Paul Misraki » 60 minutes (diffusion France 3) 1996

### Scénarios de bandes dessinées
- Les Tontons Dalton / dessin Achdé ; scénario Laurent Gerra et Jacques Pessis ; d'après Morris. Givrins (Suisse) : Lucky comics ; Paris : Dargaud, 2014, 46 p. (Les aventures de Lucky Luke d'après Morris).

### Édition
- Signé Furax : Jacques Pessis a réalisé l'édition en cassettes audio puis en CD du feuilleton de Pierre Dac et Francis Blanche en supprimant certains passages comme des répétitions d'un épisode à l'autre. Seules les saisons 2, 3 et 4, diffusées à l'origine sur Europe n°1, ont pu toutefois être éditées. La première saison, Malheur aux barbus, diffusée sur la chaîne parisienne de la Radiodiffusion-télévision française, n'a pas pu être retrouvée dans les archives de l'INA.

## Récompenses
- 1992 : Prix Courteline
- 2018 : Prix du Livre de l'Art de Vivre Parisien[5]